# Battus crassus
Espèce
Battus crassus est une espèce de lépidoptères (papillons) de la famille des Papilionidae, de la sous-famille des Papilioninae et du genre Battus.

## Dénomination
Battus crassus a été décrit par Pieter Cramer en 1777 sous le nom de Papilio crassus.

### Noms vernaculaires
Battus crassus se nomme Crassus Swallowtail en anglais.

### Sous-espèces
- Battus crassus crassus présent au Surinam, en Guyane, au Brésil, en Argentine et au Pérou
- Battus crassus hirundo (Röber, 1925); présent dans le nord de la Bolivie.
- Battus crassus lepidus (C. & R. Felder, 1861); présent au Costa Rica, en Colombie, au Venezuela, en Équateur,
- Battus crassus paraensis (Brown, 1994); présent au Brésil[1].

## Description
Battus crassus est un grand papillon d'une envergure de 86 mm à 100 mm sans queue. Le dessus est noir suffusé de vert, avec en ornementation une grande tache blanche aux postérieures.
Le revers est identique avec aux postérieures une ligne submarginale de petits chevrons rouges.

## Biologie

### Plantes hôtes
Les plantes hôtes de sa chenille sont des Aristoloches : Aristolochia brasiliensis, Aristolochia cymbifera, Aristolochia didyma, Aristolochia esperanzae, Aristolochia gigantea, Aristolochia  macroura, Aristolochia veraguensis et Aristolochia odora.

## Écologie et distribution
Il est présent dans toute la moitié nord de l'Amérique du Sud, au Costa Rica, au Surinam, en Guyane, au Venezuela, en Équateur, en Colombie, en Bolivie, au Venezuela, en Colombie, au Brésil, en Argentine et au Pérou.

### Biotope
Dans les zones où poussent les aristoloches.

### Protection
Pas de statut de protection particulier.